# Valentine Odoh
Valentine Odoh ist ein nigerianischer Fußballspieler.

## Karriere
Valentine Odoh steht seit Anfang 2022 beim Abia Warriors FC unter Vertrag. Der Verein aus Umuahia spielt in der ersten nigerianischen Liga. Sein Debüt für die Warriors gab er am 2. Februar 2022 (10. Spieltag) im Heimspiel gegen die Wikki Tourists. Hier stand er in der Startelf und spielte die kompletten 90 Minuten. In der 36. Minute schoss er sein erstes Ligator zur 1:0-Führung. 29 Minuten später traf er zum 2:0. Das Tor zum 3:0 Endstand schoss Godwin Obaje in der 72. Minute. In seiner ersten Saison bestritt er 25 Ligaspiele und schoss dabei 15 Tore.